# Liste der Monuments historiques in Lahaymeix
Die Liste der Monuments historiques in Lahaymeix führt die Monuments historiques in der französischen Gemeinde Lahaymeix auf.

## Liste der Objekte
| Bezeichnung      | Beschreibung             | Standort                        | Kennzeichnung | Schutzstatus | Datum | Bild |
| ---------------- | ------------------------ | ------------------------------- | ------------- | ------------ | ----- | ---- |
| Prozessionskreuz | Messing, 18. Jahrhundert | in der Kirche St-Germain (Lage) | PM55000994    | Classé       | 1993  |      |